# تل نقاره‌خانه شهر خفر
تل نقاره خانه شهر خفر مربوط به دوران‌های تاریخی پس از اسلام است و در شهر خفر، ابتدای ورودی شهر واقع شده و این اثر در تاریخ ۱۲ بهمن ۱۳۸۱ با شمارهٔ ثبت ۷۲۰۴ به‌عنوان یکی از آثار ملی ایران به ثبت رسیده است.